# Scleropogon lugubris
Scleropogon lugubris là một loài ruồi trong họ Asilidae. Scleropogon lugubris được Williston miêu tả năm 1901.